# The Cruel Sea (film)
The Cruel Sea is een zwart-wit oorlogsfilm van de Britse Ealing Studios, uit 1953, met Jack Hawkins in de hoofdrol. De film is gebaseerd op de gelijknamige roman (1951) van de Britse auteur Nicholas Monsarrat, die tijdens de oorlog op korvetten diende en daarover eerder Three Corvettes schreef (een bundel van drie verhalen). 
De film werd gemaakt met medewerking van de Britse marine en toont ook archiefbeelden gedraaid tijdens de oorlog. Voor het eerste schip, een korvet, was nog een origineel schip uit dezelfde klasse beschikbaar (op weg naar de sloop); voor het tweede schip, een fregat, was het behelpen.
De film was een succes bij uitbrengst. Het is sinsdien een favoriete film gebleven binnen de Britse marine. 

## Verhaal
Kapitein (Lt Cdr) Ericson krijgt het bevel over een nieuwgebouwd Brits korvet dat konvooien moet gaan beschermen op de Atlantische Oceaan. Hij krijgt te maken met een onervaren bemanning en in het begin verliezen de konvooien veel schepen aan de Duitse U-boten. Geholpen door motorpech slaagt Ericson erin een Duitse onderzeeër tot zinken te brengen. 
Tijdens een missie in de noordelijke Atlantische Oceaan wordt het schip van Ericson zelf geraakt door een Duitse torpedo en zinkt. Ericson overleeft maar veel van zijn manschappen niet. Hij krijgt een bevordering (tot Cdr) en krijgt een nieuw, groter schip toegewezen. Tijdens een missie lijkt een onderzeeër te zijn geraakt omdat er olie aan de oppervlakte komt. Ericson denkt echter aan een list en blijft halsstarrig verder zoeken naar de verdwenen onderzeeër. Dit loont en uiteindelijk kan hij de onderzeeër tot zinken brengen.

## Rolverdeling
| Acteur           | Personage              |
| ---------------- | ---------------------- |
| Jack Hawkins     | Ericson                |
| Donald Sinden    | Lockhart               |
| John Stratton    | Ferraby                |
| Denholm Elliott  | Morell                 |
| John Warner      | Baker                  |
| Stanley Baker    | Bennett                |
| Bruce Seton      | Tallow                 |
| Virginia McKenna | Julie Hallam           |
| Moira Lister     | Elaine Morell          |
| Alan Webb        | admiraal Murray-Forbes |